# رتکوتسر
رتکوتسر (به صربی: Retkocer) یک منطقهٔ مسکونی در صربستان است که در مدوجا واقع شده‌است. رتکوتسر ۹۶ نفر جمعیت دارد.